# Spirit (Beyoncé)
Spirit è un singolo della cantante statunitense Beyoncé, pubblicato l'11 luglio 2019 come primo estratto dalla colonna sonora del film Il re leone e dall'album The Lion King: The Gift. Scritto e prodotto da Beyoncé, Ilya Salmanzadeh e Labrinth, è stato pubblicato in anteprima il 10 luglio 2019 e in rotazione radiofonica in Italia dal 12 luglio. Il brano è stato candidato ai premi Oscar, Golden Globe, Critics' Choice Awards e ai Grammy Award.

## Descrizione
In un'intervista con HuffPost, Hans Zimmer ha rivelato che Spirit è stata l'ultima canzone aggiunta nella colonna sonora del film, e che infatti, inizialmente, doveva essere inserita nei titoli di coda.
La canzone si apre con due voci maschili che cantano i versi "Uishi kwa muda mrefu mfalme" in swahili che si traducono in "Lunga vita al re" in italiano. Queste voci sono presenti anche in seguito in tutta la canzone preservando il tradizionale suono corale africano della canzone. Secondo Michelle Kim di Pitchfork, sonoramente, la canzone è un amalgama di musica africana con la musica del sud americano.
Il testo della canzone è diretto e in accordo con la scena, poiché ritrae il ritorno a casa del protagonista, Simba, nel tentativo di rimediare alla situazione creata dall'antagonista Scar.

## Versioni internazionali
Il film è stato distribuito in 44 versioni in tutto il mondo, con la canzone Spirit che conta altrettante versioni complessive. In Italia la versione è stata interpretata dalla cantautrice Elisa, che da anche voce al personaggio di Nala, sempre interpretato da Beyoncé nella versione originale.

## Accoglienza
Sandra Gonzalez per la CNN ha descritto come «in Spirit, Beyoncé mostra magistralmente il suo potere e le sue abilità acrobatiche vocali», seguendo il pensiero di Raisa Bruner, referente per il Time, che concordando, definisce la canzone «un'impennata, traccia ispirata al gospel che mostra la gamma completa della regina Beyoncé», compresa la messa in mostra dri «suoi toni bassi e il sorprendente falsetto». Celia Fernandez per The Oprah Magazine ha definito la canzone «assolutamente memorabile» e ha scritto che il testo della canzone incarna perfettamente l'obiettivo di Beyoncé di fornire un'interpretazione contemporanea del film attraverso la lente dell'autentica musica africana.
Scrivendo per Rolling Stone, Danny Schwartz ha definito la canzone «meravigliosa» e si è complimentato per l'inclusione della lingua swahili nel brano, mentre Jon Pareles per il The New York Times ha lodato «come gli elementi africani sono al centro della musica», e ha descritto la canzone come «una dinamica esortazione gospel». Carl Wilson di Slate Magazine ha descritto la canzone come «un pezzo scritto per Hollywood dal sapore gospel esaltante». Robyn Beck per Vanity Fair ha elogiato la traccia trovandola eterea, descrivendola come una «potente ballata con un coro travolgente ed echeggiante».
Michelle Kim che scrive per Pitchfork è stata particolarmente critica nei confronti del testo della canzone, notando che «sbaglia sul lato senza senso» in confronto ai precedenti progetti della cantante. Tuttavia, ha descritto la canzone come costruttiva e si è complimentata con la voce di Beyoncé come «piena di anima».

## Video musicale
Il videoclip è stato girato alle cascate di Havasu, situate nel Grand Canyon, in Arizona. Beyoncé ha ricevuto un permesso speciale dalla tribù Havasupai per chiudere la cascata al pubblico e permettere le riprese del video musicale, che sono durate circa cinque ore.

## Classifiche
| Classifica (2019) | Posizione massima |
| ----------------- | ----------------- |
| Belgio (Fiandre)  | 51                |
| Belgio (Vallonia) | 51                |
| Canada            | 92                |
| Croazia           | 37                |
| Irlanda           | 65                |
| Paesi Bassi       | 67                |
| Regno Unito       | 59                |
| Stati Uniti       | 98                |

## Riconoscimenti
- 2020 – Premi Oscar[23]
  - Candidatura alla preselezione alla migliore canzone
- 2020 – Golden Globe[24]
  - Candidatura alla migliore canzone originale
- 2020 – Critics' Choice Movie Award[25]
  - Candidatura alla migliore canzone
- 2020 – Satellite Award[26]
  - Candidatura alla miglior colonna sonora originale
- 2020 – NAACP Image Award[27]
  - Miglior canzone originale - tradizionale
- 2020 – Black Reel Awards[28]
  - Candidatura miglior canzone originale
- 2020 – Capri Hollywood International Film Festival[29]
  - Miglior canzone originale
- 2019 – Guild of Music Supervisors Awards[30]
  - Candidatura alla miglior canzone scritta per un film
- 2019 – Grammy Award[31]
  - Candidatura alla miglior performance pop solista
  - Candidatura alla miglior canzone scritta per un visual media
- 2019 – Hollywood Music in Media Awards[32]
  - Candidatura alla miglior canzone originale - Film
- 2019 – Soul Train Music Award[33]
  - Candidatura al video dell'anno
  - Candidatura alla miglior performance dance